# Alanna Knight
Alanna Knight (Jesmond, 24 febbraio 1923 – Edimburgo, 2 dicembre 2020) è stata una scrittrice e drammaturga britannica.

## Biografia
Fece parte del gruppo giallista Tartan Noir e delle Femmes Fatales. Annoverata da The Times tra i 100 Maestri del Crimine, vinse numerosi premi, anche nei generi letterari di storia e biografia
Visse e ambientó la maggior parte dei suoi libri a Edimburgo.
Alanna Knight è morta nel 2020 per complicazioni di Covid-19.

## Opere

### Thriller romantici
- Legend of the Loch (1968)
- The October Witch (1971)
- Castle  Clodha (1972)
- Lament for Lost Lovers (1972)
- The White Rose (1973)
- A Stranger Came By (1974)

### Romanzi storici
- The Passionate Kindness (Robert Louis Stevenson e Fanny Osbourne)
- A Drink for the Bridge (Tay Bridge Disaster 1879)
- The Black Duchess (Armada spagnola e Orkney)
- Colla's Children (Lewis e Harris dal 1850 al 1919)
- The Clan (Clan dei Macdonald e Glencoe)
- Estella (gli anni mancanti di Grandi speranze)

(Sotto lo pseudonimo Margaret Hope)
- The Queen's Captain
- The Shadow Queen
- Hostage Most Royal
- Perilous Voyage

### Thriller psicologici
- Castle of Foxes (solo USA)
- The Wicked Wynsleys (solo USA)
- Angel Eyes

### Gialli storici
Serie dell'Ispettore Faro
- Enter Second Murderer
- Blood Line
- Deadly Beloved
- Killing Cousins
- A Quiet Death
- To Kill a Queen
- The Evil that Men Do
- Murder by Appointment
- The Coffin Lane Murders
- Inspector Faro and the Edinburgh Mysteries
- Inspector Faro's Casebook: the Second Omnibus
- The Final Enemy
- Unholy Trinity
- Faro and the Royals
- Murder in Paradise
- The Seal King Murders

Serie Rose McQuinn
- The Inspector's Daughter
- Dangerous Pursuits
- An Orkney Murder
- Ghost Walk
- Destroying Angel
- Quest for a Killer

Serie Tam Eildor
- The Dagger in the Crown
- The Gowrie Conspiracy
- The Stuart Sapphire

### Gialli contemporanei
- The Sweet Cheat Gone
- This Outward Angel
- The Shadow of the Minster

### Gialli per giovani (solo USA)
- The Royal Park Murders
- The Monster in the Loch
- Dead Beckoning

### Ture crime
- Close and Deadly (Omicidi a Edimburgo nel '900)
- Burke e Hare

### Biografie e saggi
- The Robert Louis Stevenson Treasury
- Robert Louis Stevenson in the South Seas
- Bright Ring of Words (con E S Warfel)
- The Private Life of RLS (come dramma)
- So You Want to Write
- Golden Rules for Successful Fiction

### Drammi
- Girl on an Empty Swing
- The Haddington Hotel Murder (Murder mystery evening)
- The Vanishing Vagrant (with Inspector Faro).

### Altro
- Strathblair (libro basato sulla serie televisiva omonima)